# Проспект Столетия Владивостока

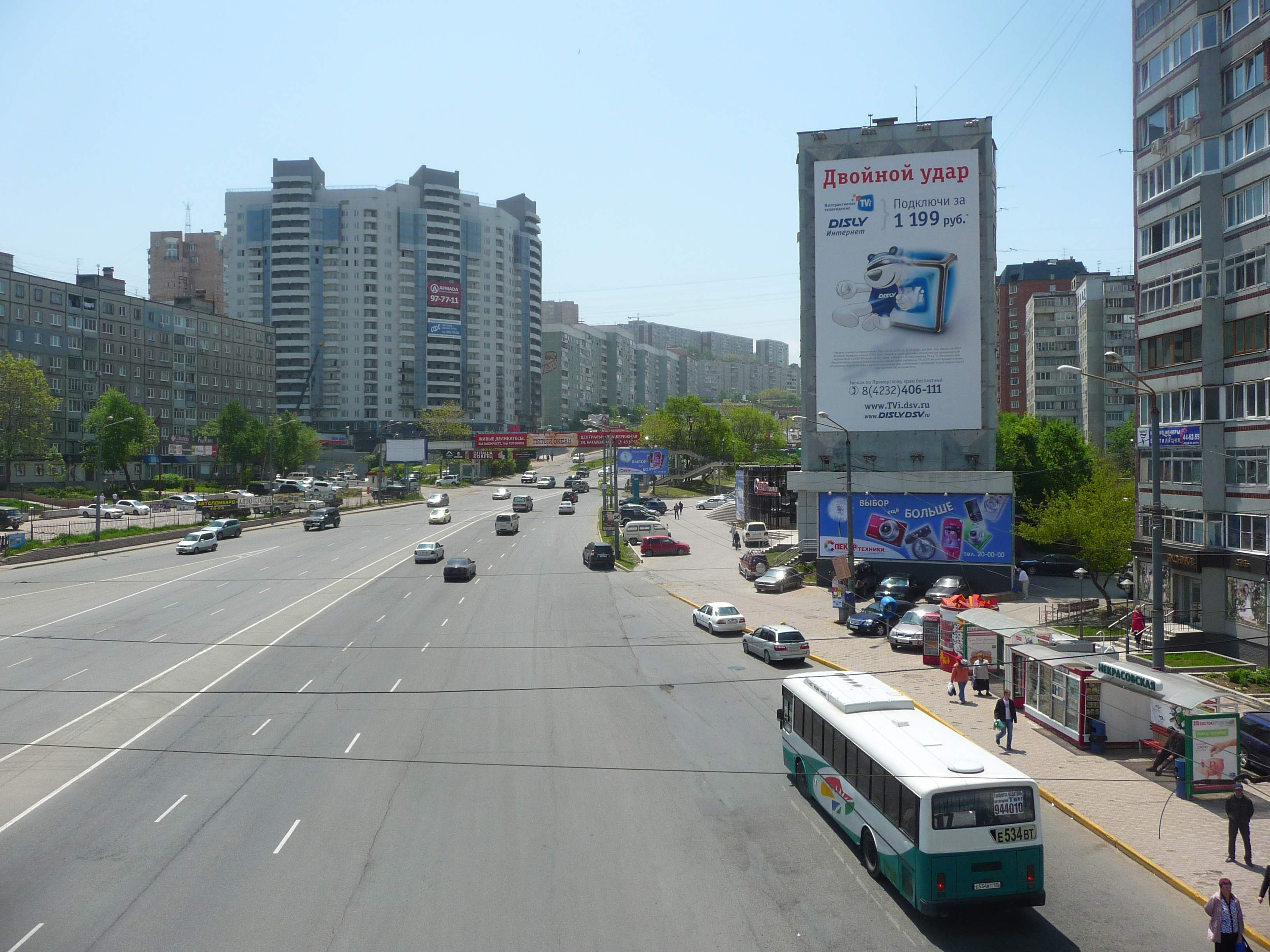
Проспект Столетия Владивостока, район Некрасовской

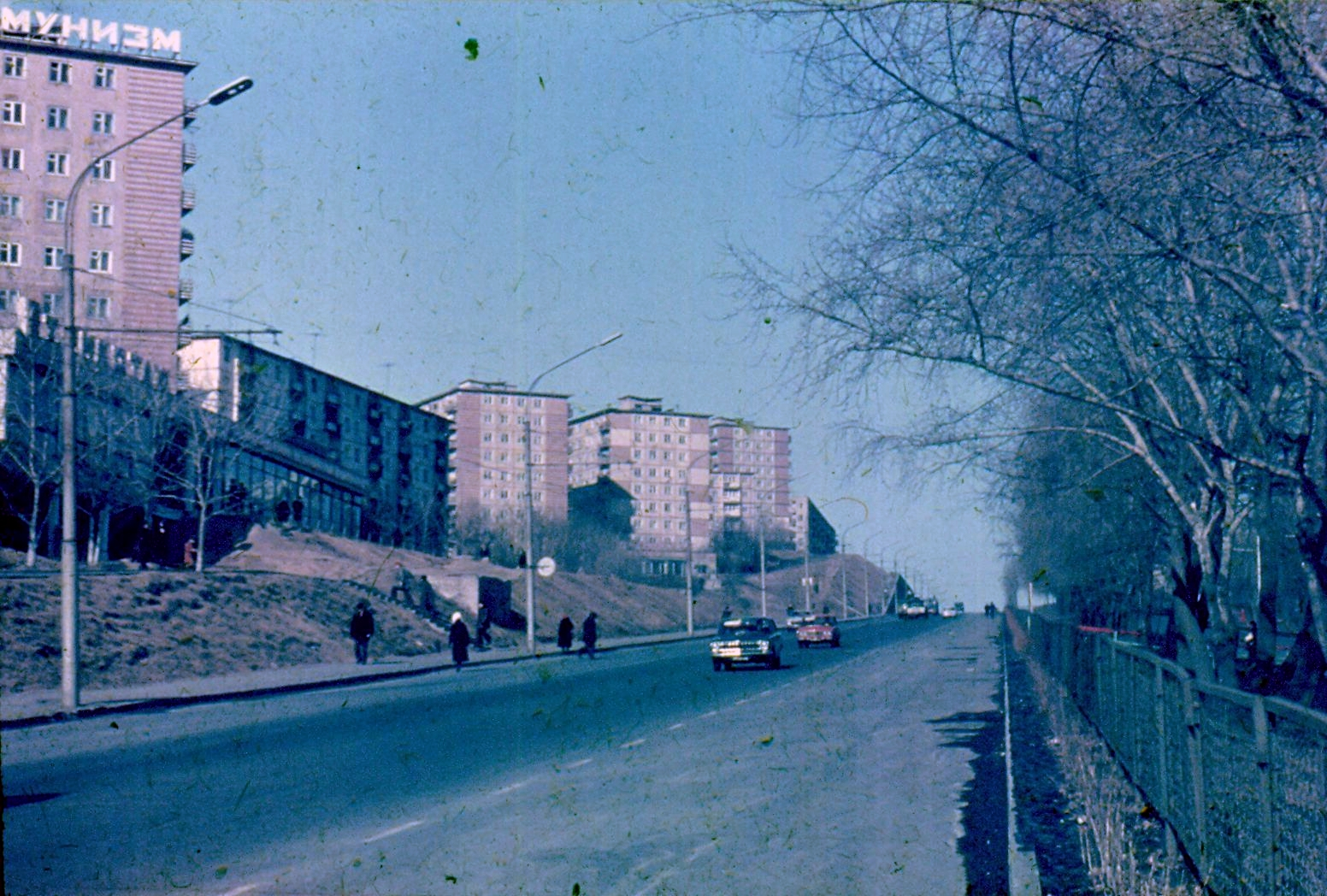
Проспект Столетия Владивостока, недалеко от перекрёстка с ул. Русская, февраль 1982 г.

Проспе́кт 100-ле́тия Владивосто́ка — самый протяжённый проспект Владивостока. Тянется с юга на север. Построен к 100-летию города в 1960 году.

## История
В конце 1950-х годов на месте нынешнего проспекта Столетия Владивостока пролегала Областная улица, застроенная одноэтажными деревянными частными домами. Улица являлась продолжением шоссе Владивосток — Хабаровск и служила «парадным въездом» в город. После визита Н. С. Хрущёва во Владивосток в 1959 году было решено облагородить эту улицу, застроив её современными многоэтажными домами. Начиная с 1960 года район застраивается пятиэтажными хрущёвками, однако в 1965 году по инициативе 1-го секретаря крайкома КПСС В. Е. Чернышёва здесь был построен первый в городе 9-этажный дом (просп. 100-летия Владивостока, 55). В 1966 году здесь же появились и первые 9-этажные панельные дома (№ 78, 80, 82 и 84).

## Известные здания
- Фирменный магазин «Океан» (дом 45)
- Приморская краевая детская библиотека (дом 48)
- Детский сад № 116 (дом 53А)
- Отделение связи № 48 (дом 54)
- Первое жилое девятиэтажное здание в городе (дом 55)
- Магазин «Спектр техники» (дом 66)
- Советский районный суд (дом 92)
- РУВД Советского района (дом 94)
- Дом молодёжи/Кинотеатр «Иллюзион» (дом 103)
- Стадион «Строитель» (дом 30в)